# Винс Гилиган
Джордж Винсънт Гилиган-младши (на английски: George Vincent „Vince“ Gilligan, Jr.) (роден на 10 февруари 1967 г.), по-известен само като Винс Гилиган, е американски сценарист, продуцент и режисьор. Добива популярност с работата си по „Досиетата Х“ и свързаната продукция „Самотните стрелци“, както и като създател на носителя на множество награди „В обувките на Сатаната“. Към момента в американсия ефир се излъчват двата най-нови сериала на Гилиган – „Батъл Крийк“ и „Обадете се на Сол“. През 2014 г. прави дебют като актьор в епизод от сериала „Колеж 'Грийндейл'“.

## Младежки години
Винс Гилиган е роден в Ричмънд, Вирджиния в семейството на Гейл и Джордж Гилиган старши, които се развеждат през 1974 г. Интересът му към филмовото изкуство се поражда още в ранна детска възраст, благодарение на майката на негов приятел – Джаки, която му заема собствената си филмова камера „Super 8“. Първите си опити Гилиган прави в научнофантастичната сфера, като първия му филм се казва Space Wreck с брат му в главната роля. Година по-късно печели първа награда във възрастовата си група във филмово състезание, организирано от Вирджинския университет.
През 1985 г. след гимназията Винс Гилиган се записва в Нюйоркския университет, където получава и частична стипендия. Докато учи висшето си образование, създава сценария на Home Fries, удостоен с наградата на губернатора на Вирджиния през 1989 г. Единият от членовете на журито – Марк Джонсън, който е филмов продуцент, е толкова впечатлен от младежа, че го нарича „авторът с най-голямото въображение, на когото някога е попадал“. Джонсън ще приеме ролята на ментор за Гилиган и е човекът, който го запознава със създателя на „Досиетата Х“ – Крис Картър.

## Кариера

### Досиетата Х
Големият пробив на Винс Гилиган идва, след като се присъединява към екипа на „Досиетата Х“. Самият той е голям фен на сериала и изпраща свой сценарий, по който е направен епизод от втория сезон на продукцията. Гилиган допринася като сценарист за още 29 епизода и продуцира и съпродуцира над 80. Освен това е един от създателите и изпълнителен продуцент на дъщерната продукция – „Самотните стрелци“, която просъществува един сезон от 13 епизода. „Досиетата Х“ среща Гилиган с бъдещия изпълнител на главната роля във „В обувките на Сатаната“ – Браян Кренстън.

### В обувките на Сатаната
Гилиган е създател, сценрист, режисьор и продуцент на признатия от критиците сериал „В обувките на Сатаната“ – история, която проследява трансформацията на обикновен гимназиален учител по химия в безкрупулен крал на наркоимперия. Интересно е да се отбележи, че когато научава за сериал с подобна сюжетна линия – „Трева“, Винс Гилиган почти се отказва от реализация на идеята си. Въпреки че продуцентите му успяват да го убедят да продължи, самият той заявява, че е нямало да създаде сериала, ако е знаел за съществуването на „Трева“ по-рано. Изпълнителните директори в AMC – телевизията, която излъчва продукцията, първоначално са подходили с резерви към избора на Брайън Кранстън за главната роля, тъй като са го познавали само от играта му в комедийния сериал „Малкълм“. Винс Гилиган успява да ги спечели след като ги запознава с работата с Кранстън по епизода на „Досиетата Х“ – „Drive“.

### Обадете се на Сол и Батъл Крийк
През септември 2013 г., AMC и Sony Pictures обявяват, че е постигнато споразумение за направата на разклонението „Обадете се на Сол“ за персонажа Сол Гудмън от „В обувките на Сатаната“.Още преди началото на шоуто, то бива подновено за втори сезон през Юни 2014 г. Самият сериал стартира през февруари 2015 г., а втори сезон ще се излъчи в началото на 2016 г. По-късно същия месец, Сони излизат с новините за друга сделка, този път със CBS, чийто предмет е чисто нов сериал, наречен Батъл Крийк. Премиерата му е през Март 2015 г. и се базира на сценарий, написан от Гилиган преди 10 години. В основата на сюжета са двама детективи, които се съревновават с агент от ФБР, който привидно няма никакви недостатъци. От CBS са поръчали 13 епизода и несвойствено за тях са гарантирали, че всички ще бъдат излъчени.На 8 май 2015 г. след 9 излъчени епизода CBS обявява, че сериалът няма да бъде подновен, но ще изпълнят ангажимента си и ще покажат цялата продукция.

## Личен живот
От 1991 г. Гилиган живее със съпругата си Холи Райс.

## Филмография

### Филми
| Година | Заглавие      | Роля                             | Бележки                                                      |
| ------ | ------------- | -------------------------------- | ------------------------------------------------------------ |
| 1993   | Wilder Napalm | Сценарист                        |                                                              |
| 1998   | Home Fries    | Сценарист                        |                                                              |
| 2007   | A.M.P.E.D.    | Сценарист Изпълнителен продуцент | Телевизионен филм                                            |
| 2008   | Хенкок        | Сценарист                        | Пренаписва сценария от първо началната версия на Винсънт Нго |

### Телевизия

#### Като част от екип продукция
| Година      | Сериал                 | Роля                     | Сезон |
| ----------- | ---------------------- | ------------------------ | ----- |
| 1995 – 1996 | Досиетата Х            | Творчески консултант     | 3     |
| 1996 – 1997 | Досиетата Х            | Съпродуцент              | 4     |
| 1997 – 1998 | Досиетата Х            | Надзираващ продуцент     | 5     |
| 1998 – 2000 | Досиетата Х            | Съизпълнителен продуцент | 6,7   |
| 1999 – 2000 | Harsh Realm            | Консултиращ продуцент    | 1     |
| 2000 – 2002 | Досиетата Х            | Изпълнителен продуцент   | 8,9   |
| 2001        | Самотните стрелци      | Изпълнителен продуцент   | 1     |
| 2008 – 2013 | В обувките на Сатаната | Изпълнителен продуцент   | 1 – 5 |
| 2015 – 2022 | Обадете се на Сол      | Изпълнителен продуцент   | 1 - 6 |
| 2015        | Батъл Крийк            | Изпълнителен продуцент   | 1     |

#### Сценарист/Режисьор
| Година | Сериал                    | Сезон | Оригинално заглавие на епизод    | Номер на епизод | Дата на излъчване | Бележки                                                                   |
| ------ | ------------------------- | ----- | -------------------------------- | --------------- | ----------------- | ------------------------------------------------------------------------- |
| 1995   | Досиетата Х               | 2     | „Soft Light“                     | 23              | 5 май 1995        |                                                                           |
| 1996   | Досиетата Х               | 3     | „Pusher“                         | 17              | 23 февруари 1996  |                                                                           |
| 1996   | Досиетата Х               | 4     | „Unruhe“                         | 4               | 27 октомври 1996  |                                                                           |
| 1996   | Досиетата Х               | 4     | „Paper Hearts“                   | 10              | 15 декември 1996  |                                                                           |
| 1997   | Досиетата Х               | 4     | „Leonard Betts“                  | 12              | 26 януари 1997    | Написан от Гилиган, Джон Шибън и Франк Спониц                             |
| 1997   | Досиетата Х               | 4     | „Memento Mori“                   | 14              | 9 февруари 1997   | Написан от Гилиган, Джон Шибън, Франк Спониц и Крис Картър                |
| 1997   | Досиетата Х               | 4     | „Small Potatoes“                 | 20              | 20 април 1997     |                                                                           |
| 1997   | Досиетата Х               | 5     | „Unusual Suspects“               | 3               | 16 ноември 1997   |                                                                           |
| 1997   | Досиетата Х               | 5     | „Christmas Carol“                | 6               | 7 декември 1997   | Написан от Гилиган, Джон Шибън и Франк Спониц                             |
| 1997   | Досиетата Х               | 5     | „Emily“                          | 7               | 14 декември 1997  | Написан от Гилиган, Джон Шибън и Франк Спониц                             |
| 1998   | Досиетата Х               | 5     | „Kitsunegari“                    | 8               | 4 януари 1998     | Написан от Гилиган и Тим Миниър                                           |
| 1998   | Досиетата Х               | 5     | „Bad Blood“                      | 12              | 22 февруари 1998  |                                                                           |
| 1998   | Досиетата Х               | 5     | „Folie a Deux“                   | 19              | 10 май 1998       |                                                                           |
| 1998   | Досиетата Х               | 6     | „Drive“                          | 2               | 15 ноември 1998   |                                                                           |
| 1998   | Досиетата Х               | 6     | „Dreamland“                      | 4               | 29 ноември 1998   | Написан от Гилиган, Джон Шибън и Франк Спониц                             |
| 1998   | Досиетата Х               | 6     | „Dreamland II“                   | 5               | 6 декември 1998   | Написан от Гилиган, Джон Шибън и Франк Спониц                             |
| 1999   | Досиетата Х               | 6     | „Tithonus“                       | 10              | 24 януари 1999    |                                                                           |
| 1999   | Досиетата Х               | 6     | „Monday“                         | 14              | 28 февруари 1999  | Написан от Гилиган, Джон Шибън                                            |
| 1999   | Досиетата Х               | 6     | „Three of a Kind“                | 20              | 2 май 1999        | Написан от Гилиган, Джон                                                  |
| 1999   | Досиетата Х               | 6     | „Field Trip“                     | 21              | 9 май 1999        | Написан от Гилиган, Джон Шибън и Франк Спониц                             |
| 1999   | Досиетата Х               | 7     | „Hungry“                         | 3               | 21 ноември 1999   |                                                                           |
| 1999   | Досиетата Х               | 7     | „Millennium“                     | 4               | 28 ноември 1999   | Написан от Гилиган и Франк Спониц                                         |
| 2000   | Досиетата Х               | 7     | „The Amazing Maleeni“            | 8               | 16 януари 2000    | Написан от Гилиган, Джон Шибън и Франк Спониц                             |
| 2000   | Досиетата Х               | 7     | „X-Cops“                         | 12              | 20 февруари 2000  |                                                                           |
| 2000   | Досиетата Х               | 7     | „Theef“                          | 14              | 12 март 2000      | Написан от Гилиган, Джон Шибън и Франк Спониц                             |
| 2000   | Досиетата Х               | 7     | „Je Souhaite“                    | 21              | 14 май 2000       | Също така режисиран от Винс Гилиган                                       |
| 2000   | Досиетата Х               | 8     | „Roadrunners“                    | 4               | 26 ноември 2000   |                                                                           |
| 2001   | Самотните Стрелци         | 1     | „Pilot“                          | 1               | 4 март 2001       | Написан от Гилиган, Джон Шибън, Франк Спониц и Крис Картър                |
| 2001   | Самотните Стрелци         | 1     | „Bond, Jimmy Bond“               | 2               | 11 март 2001      | Написан от Гилиган, Джон Шибън и Франк Спониц                             |
| 2001   | Самотните Стрелци         | 1     | „Planet of the Frohikes“         | 7               | 6 април 2001      |                                                                           |
| 2001   | Самотните Стрелци         | 1     | „Maximum Byers“                  | 8               | 13 април 2001     | Написан от Гилиган и Франк Спониц                                         |
| 2001   | Самотните Стрелци         | 1     | „All About Yves“                 | 12              | 11 май 2001       | Написан от Гилиган, Джон Шибън и Франк Спониц                             |
| 2001   | Самотните Стрелци         | 1     | „The Cap'n Toby Show“            | 13              | 1 юни 2001        | Написан от Гилиган, Джон Шибън и Франк Спониц                             |
| 2002   | Досиетата Х               | 9     | „John Doe“                       | 7               | 13 януари 2002    |                                                                           |
| 2002   | Досиетата Х               | 9     | „Jump the Shark“                 | 15              | 21 април 2002     | Написан от Гилиган, Джон Шибън и Франк Спониц                             |
| 2002   | Досиетата Х               | 9     | „Sunshine Days“                  | 18              | 12 май 2002       | Също така режисиран от Винс Гилиган                                       |
| 2002   | Robbery Homicide Division | 1     | „Free and Clear“                 | 4               | 30 ноември 2002   | Написан от Гилиган и Франк Спониц                                         |
| 2002   | Robbery Homicide Division | 1     | „City of Strivers“               | 7               | 8 ноември 2002    |                                                                           |
| 2002   | Robbery Homicide Division | 1     | „Life is Dust“                   | 9               | 30 ноември 2002   | Написан от Гилиган, Тод Кеслър и Шон Джаблонски, по история на Майкъл Ман |
| 2005   | Night Stalker             | 1     | „What's the Frequency, Kolchak?“ | 10              | 17 март 2006      |                                                                           |
| 2008   | В обувките на Сатаната    | 1     | „Pilot“                          | 1               | 20 януари 2008    | Също така режисиран от Винс Гилиган                                       |
| 2008   | В обувките на Сатаната    | 1     | Cat's in the Bag...              | 2               | 27 януари 2008    |                                                                           |
| 2008   | В обувките на Сатаната    | 1     | ...And the Bag's in the River    | 3               | 10 февруари 2008  |                                                                           |
| 2008   | В обувките на Сатаната    | 1     | Cancer Man                       | 4               | 17 февруари 2008  |                                                                           |
| 2009   | В обувките на Сатаната    | 2     | „Peekaboo“                       | 6               | 12 април 2009     | Написан от Гилиган и Джей Робъртс                                         |
| 2009   | В обувките на Сатаната    | 2     | ABQ                              | 13              | 31 май 2009       |                                                                           |
| 2010   | В обувките на Сатаната    | 3     | No Mas                           | 1               | 21 март 2010      |                                                                           |
| 2010   | В обувките на Сатаната    | 3     | Full Measure                     | 13              | 13 юни 2010       | Също така режисиран от Винс Гилиган                                       |
| 2011   | В обувките на Сатаната    | 4     | Box Cutter                       | 1               | 17 юли 2011       |                                                                           |
| 2011   | В обувките на Сатаната    | 4     | Face Off                         | 13              | 9 октомври 2011   | Също така режисиран от Винс Гилиган                                       |
| 2012   | В обувките на Сатаната    | 5     | Live Free or Die                 | 1               | 15 юли 2012       |                                                                           |
| 2012   | В обувките на Сатаната    | 5     | Madrigal                         | 2               | 22 юли 2012       |                                                                           |
| 2013   | В обувките на Сатаната    | 5     | Felina                           | 16              | 29 септември 2013 | Също така режисиран от Винс Гилиган                                       |
| 2015   | Обадете се на Сол         | 1     | Uno                              | 1               | 8 февруари 2015   | Написан заедно с Питър Голд и също така режисиран от Винс Гилиган         |
| 2015   | Батъл Крийк               | 1     | The Battle Creek Way             | 1               | 1 март 2015       | Написан заедно с Дейвид Шор                                               |

#### Актьор
| Година | Заглавие          | Роля  | Бележки                                              |
| ------ | ----------------- | ----- | ---------------------------------------------------- |
| 2014   | Колеж „Грийндейл“ | Девън | В епизод: VCR Maintenance and Educational Publishing |

## Награди и номинации
| Година | Награда                                               | Категория                         | Сериал                 | Резултат  |
| ------ | ----------------------------------------------------- | --------------------------------- | ---------------------- | --------- |
| 1997   | Еми                                                   | Най-добър драматичен сериал       | Досиетата Х            | Номинация |
| 1997   | Еми                                                   | Най-добър сценарии – драма        | Досиетата Х            | Номинация |
| 1998   | Еми                                                   | Най-добър драматичен сериал       | Досиетата Х            | Номинация |
| 1998   | Еми                                                   | Най-добър сценарии – драма        | Досиетата Х            | Номинация |
| 2008   | Еми                                                   | Най-добър режисьор – драма        | В обувките на Сатаната | Номинация |
| 2009   | Награда на гилдията на сценаристите                   | Най-добър нов сериал              | В обувките на Сатаната | Номинация |
| 2009   | Награда на гилдията на сценаристите                   | Най-добър епизодичен драма сериал | В обувките на Сатаната | Hаграда   |
| 2009   | Еми                                                   | Най-добър драматичен сериал       | В обувките на Сатаната | Номинация |
| 2010   | Награда на гилдията на продуцентите                   | Най-добър епизодичен драма сериал | В обувките на Сатаната | Номинация |
| 2010   | Награда на гилдията на сценаристите                   | Най-добър драматичен сериал       | В обувките на Сатаната | Номинация |
| 2010   | Еми                                                   | Най-добър драматичен сериал       | В обувките на Сатаната | Номинация |
| 2011   | Награда на гилдията на продуцентите                   | Най-добър епизодичен драма сериал | В обувките на Сатаната | Номинация |
| 2011   | Награда на гилдията на сценаристите                   | Най-добър драматичен сериал       | В обувките на Сатаната | Номинация |
| 2012   | Награда на гилдията на сценаристите                   | Най-добър драматичен сериал       | В обувките на Сатаната | Hаграда   |
| 2012   | Награда на гилдията на сценаристите                   | Най-добър епизодичен драма сериал | В обувките на Сатаната | Hаграда   |
| 2012   | Награда на гилдията на режисьорите                    | Най-добър режисьор – драма        | В обувките на Сатаната | Номинация |
| 2012   | Еми                                                   | Най-добър драматичен сериал       | В обувките на Сатаната | Номинация |
| 2012   | Еми                                                   | Най-добър режисьор – драма        | В обувките на Сатаната | Номинация |
| 2013   | Награда на гилдията на продуцентите                   | Най-добър епизодичен драма сериал | В обувките на Сатаната | Номинация |
| 2013   | Награда на гилдията на продуцентите                   | Най-добър драматичен сериал       | В обувките на Сатаната | Hаграда   |
| 2013   | Еми                                                   | Най-добър драматичен сериал       | В обувките на Сатаната | Hаграда   |
| 2014   | Награда на гилдията на режисьорите                    | Най-добър режисьор – драма        | В обувките на Сатаната | Hаграда   |
| 2014   | Награда на гилдията на продуцентите                   | Най-добър драматичен сериал       | В обувките на Сатаната | Hаграда   |
| 2014   | Награда на гилдията на продуцентите                   | Най-добър епизодичен драма сериал | В обувките на Сатаната | Hаграда   |
| 2014   | Британска Академия за Филмово и Телевизионно Изкуство | Най-добра чуждестранна програма   | В обувките на Сатаната | Hаграда   |
| 2014   | Телевизионна награда „Изборът на критиците“           | Най-добър драматичен сериал       | В обувките на Сатаната | Hаграда   |
| 2014   | Еми                                                   | Най-добър драматичен сериал       | В обувките на Сатаната | Hаграда   |
| 2014   | Еми                                                   | Най-добър режисьор – драма        | В обувките на Сатаната | Номинация |
| 2014   | Еми                                                   | Най-добър сценарии – драма        | В обувките на Сатаната | Номинация |